# سونیک آر
سونیک آر (به انگلیسی: Sonic R) یک بازی مسابقه‌ای توسعه‌یافته توسط ترولرز تیلز و سونیک تیم می‌باشد که در سال ۱۹۹۷ توسط سگا برای سگا ساترن منتشر گردید.